# Disney Cinema
Disney Cinema était une chaîne de télévision française appartenant au groupe The Walt Disney Company France, filiale à 100 % du groupe The Walt Disney Company.

## Historique de la chaîne
Disney Cinemagic était une chaîne lancée le 4 septembre 2007 en remplacement de la chaîne Toon Disney qui n'arrivait pas à trouver son public. Disney Cinemagic était accompagnée d'une déclinaison avec une heure de décalage nommée Disney Cinemagic +1.
Le 28 avril 2015, Canalsat a annoncé que Disney Cinemagic serait remplacée par Disney Cinema le 8 mai 2015 à 20 h 30. Disney Cinemagic +1 a été arrêtée le 28 avril 2015 sur CanalSat,. Le même jour, Disney a publié la bande-annonce du lancement de la chaîne Disney Cinema. La première semaine d'existence de Disney Cinema, Disney Cinemagic +1, ne s'étant pas arrêtée sur Numericable, celle-ci a été remplacée par Disney Cinema +1, mais n'est restée que jusqu'au 15 mai.
Le 8 mai 2015, la chaîne est lancée après la diffusion du film Aladdin sur Disney Cinemagic. Disney Cinema a donc commencé sa diffusion avec le court-métrage des studios Pixar, Le Parapluie bleu et a été suivi par le film d'animation Clochette et la Fée pirate, puis du film Disneynature, Chimpanzés. À son lancement, la chaîne était diffusée sur le canal 101 de Numericable et sur le canal 36 de Canalsat. Disney Cinema +1 était diffusée sur le canal 102 de Numericable jusqu'au 15 mai 2015. Aujourd'hui, Disney Cinema était diffusée sur le canal 31 de Canal+.
Disney Cinema ambitionne de tenir son rang : celui d'une chaîne de l'univers « Cinéma », vitrine des œuvres familiales des différents labels de The Walt Disney Company, en animation comme en live : Disney, Disney Television Animation, Pixar, DisneyToon Studios, Disney Channel Original Movie, Touchstone Pictures et Lucasfilm. Elle diffuse les films Disney 8 mois après leur sortie, et les films Star Wars 22 mois après.
Disney Cinema avait pour but de s'étendre en Europe, elle prévoyait d’être lancée en Angleterre[citation nécessaire].
Depuis janvier 2020, Disney Cinema ne diffuse plus de nouveaux films, le dernier ayant été Ralph 2.0. Les nouveaux films Disney ont commencé à être diffusés sur Canal+.
Le 28 février 2020, Canal+ confirme l'arrêt des chaînes Disney Cinema et Disney XD au 31 mars 2020, remplacées par le service de vidéo à la demande Disney+. Cependant, à la suite du report du lancement de Disney+, la chaine continuera d'émettre en France jusqu’au 7 avril 2020. En France d'outre-mer et en Afrique, la chaîne est restée diffusée en attendant le lancement de Disney+ sur le territoire.
Disney Cinema et Disney XD cessent définitivement leur diffusion le 1er mai 2020. La chaîne et le service Disney+ ont été lancés aux Caraïbes, en Polynésie française et Nouvelle-Calédonie le 30 avril 2020, et plus tard dans l’Océan Indien (La Réunion et Mayotte) le 2 octobre 2020.

### Voix off
- Didier Gircourt
- Luna Sentz

### Identité visuelle (logo)

Ancien logo de Disney Cinema du 8 mai 2015 au 8 avril 2019.
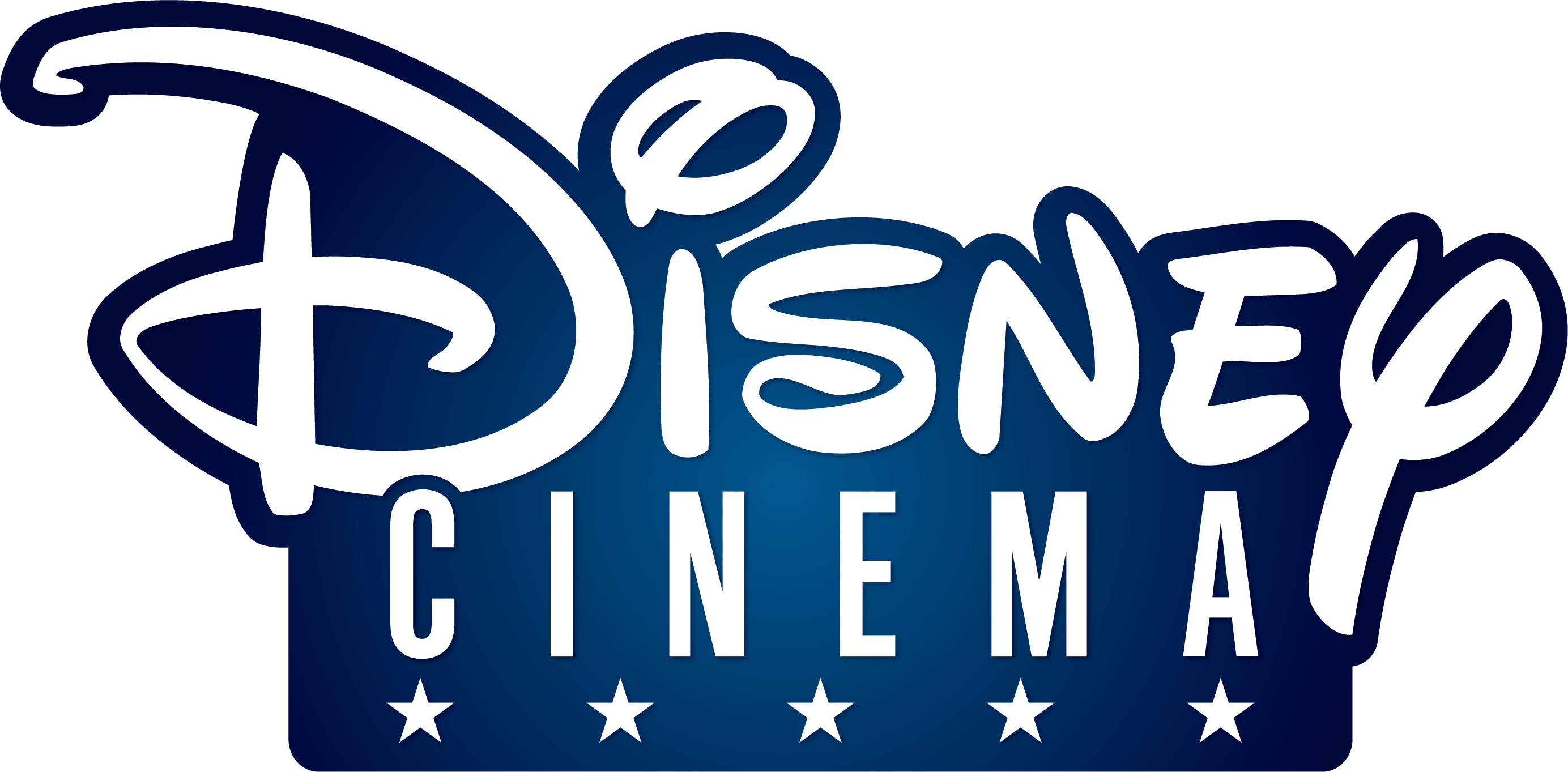
Logo de Disney Cinema du 8 avril 2019 au 31 mars 2020.

En remplaçant Disney Cinemagic, Disney Cinema a marqué l'arrêt des chaînes Disney avec un logo en forme de tête de Mickey (personnage emblématique de Disney) à la suite de la récente modification du logo de Disney Channel et de la transformation de Playhouse Disney en Disney Junior. À partir d'avril 2019, la chaîne a modifié son logo et est très similaire à Disney Channel, mais a conservé le même habillage antenne.

## Programme
Disney Cinema diffusait des films Disney, Disney/Pixar, Disney Television Animation, DisneyToon Studios, Disney Channel Original Movie, Touchstone Pictures, Lucasfilm ABC Family et Disneynature. La chaîne prévoyait de diffuser les nouveaux films de la saga Star Wars 22 mois après leur sortie en salles, ainsi que les dernière sorties en salles, 10 mois après leur sortie au cinéma. Les classiques Disney ainsi que des films de fiction et comédies romantiques étaient diffusés. La chaîne organisait des soirées et semaines thématiques régulières. Une fois par mois, en avant-séance du Film du Mois, un court-métrage d'animation était diffusé à 20 h 25. La chaîne diffusait les films en version Multilingue,,.
Comme Disney Cinemagic qui interrompait la diffusion de ses programmes entre 0 h 45 et 6 h, Disney Cinema interrompait la diffusion de ses programmes la nuit, après la diffusion de deux films, qui pouvaient s'étendre entre 0 h et 1 h du matin. La chaîne reprenait la diffusion de ses programmes en général entre 8 h et 9 h du matin.
Cette chaîne ne diffusait aucune publicité, excepté certaines bandes-annonces qui étaient diffusées sous le nom d'Entracte.
Les programmes de la chaîne variaient souvent entre les films live-action et les films d'animations, mais généralement, la programmation de films d'animations était davantage accentuée le mardi soir, le mercredi et le week-end.

### Films
Note : il s'agit d'une liste non exhaustive
- Clochette et la Fée Pirate
- Chimpanzés
- Tarzan
- Tarzan 2
- Toy Story
- Toy Story 2
- Toy Story 3
- Planes
- Planes 2
- Monstres Academy
- La Reine des neiges
- Blanche-Neige et les Sept Nains
- Qui veut la peau de Roger Rabbit
- Pinocchio
- Dumbo
- Mary Poppins
- Flubber
- Le Monde fantastique d'Oz
- De l'ombre à la lumière
- Les Aventures de Bernard et Bianca
- Bernard et Bianca au pays des kangourous
- La Coccinelle à Mexico
- Un nouvel amour de Coccinelle
- La Coccinelle à Monte-Carlo
- Doug, le film
- La Cour de récré : Vive les vacances !
- La Cour de récré : Les Vacances de Noël
- La Cour de récré : Les petits contre-attaquent
- Aladdin
- Le Retour de Jafar
- Aladdin et le Roi des voleurs
- Les Trois Caballeros
- L'Apprentie sorcière
- Danny, le petit mouton noir
- Trois hommes et un bébé
- Tels pères, telle fille
- À cœur vaillant rien d'impossible
- Les Aventures de Winnie l'ourson (film)
- Winnie l'ourson 2
- Les Aventures de Porcinet
- Winnie l'ourson et l'Éfélant
- Le Grand Coup de Max Keeble
- Mon Martien bien-aimé
- L'Espion aux pattes de velours
- Le Bossu de Notre Dame
- Le Bossu de Notre-Dame 2
- Kuzco, l'empereur mégalo
- Kuzco 2
- Un pilote dans la Lune
- Président junior
- Raymond
- Graine de star
- Mickey, Donald, Dingo : Les Trois Mousquetaires
- Inspecteur Gadget
- Inspecteur Gadget 2
- Le Kid
- Merlin l'Enchanteur
- Les Aventures de Tigrou
- Rox et Rouky
- Rox et Rouky 2
- Les Copains chasseurs de trésor
- Ice Princess
- Le Secret De La Gourde Magique
- Les Aventures de Petit Gourou
- Hercule
- Pirates des Caraïbes : La Malédiction du Black Pearl
- Pirates des Caraïbes : La Fontaine de jouvence
- Bambi
- Bambi 2
- Cendrillon
- Cendrillon 2
- Le Sortilège de Cendrillon
- Peter Pan
- Peter Pan 2
- Lizzie McGuire, le film
- Le Livre de la jungle
- Le Livre de la jungle 2
- Le Monde de Narnia : Le Lion, la Sorcière blanche et l'Armoire magique
- Baby-Sittor
- Les enfants du capitaine Grant
- La ferme se rebelle
- La Belle et le Clochard
- La Belle et le Clochard 2
- Les 101 Dalmatiens
- Les 101 Dalmatiens 2
- La Petite Sirène
- La Petite Sirène 2
- Le Secret de la Petite Sirène
- La Belle et la Bête
- La Belle et la Bête 2
- Le Monde magique de la Belle et la Bête
- Le Roi lion
- Le Roi lion 2
- Le Roi lion 3
- Dingo et Max
- Dingo et Max 2
- Pocahontas : Une légende indienne
- Pocahontas 2 : Un monde nouveau
- Mulan
- Mulan 2
- Chicken Little
- Mickey, il était une fois Noël
- Mickey, il était deux fois Noël
- Kuzco, l'empereur mégalo
- Kuzco 2
- Atlantide, l'empire perdu
- Les Énigmes de l'Atlantide
- Lilo et Stitch
- Lilo et Stitch 2
- Stitch ! Le film
- Leroy et Stitch
- Frère des ours
- Frère des ours 2
- 1 001 Pattes
- Le Monde de Nemo
- Raiponce
- Hannah Montana, le film
- Ratatouille
- Cars
- Cars 2
- WALL-E
- Monstres et Cie
- Freaky Friday : Dans la peau de ma mère
- Mickey, la magie de Noël
- Mickey, le club des méchants
- Buzz l'Éclair, le film : Le Début des aventures
- La Légende de Tarzan et Jane
- Winnie l'ourson : Joyeux Noël
- Winnie l'ourson : Lumpy fête Halloween
- Disney Princesse les histoires merveilleuses : Vis tes rêves

Source: Programme Disney Cinema

### Disney Channel Original Movie (DCOM) - Téléfilms
- Ma sœur est Invisible ! (2016)
- Mère et fille: California Dream (2016)
- Descendants (2015)
- Le Garçon Idéal (2014)
- Zapped (2014)
- Cloud 9 (2014)
- Teen Beach Movie (2012)
- Teen Beach 2 (2015)
- Let It Shine (2012)
- Appelez-moi DJ Rebel (2012)
- Amiennemies (2012)
- Le Geek Charmant (2012)
- La Fabulous Aventure de Sharpay (2011)
- Bonne chance Charlie, le film (2011)
- Avalon High : Un amour légendaire (2011)
- Phinéas et Ferb, le film (2011)
- Zack et Cody, le film (2011)
- Lemonade Mouth (2011)
- Camp Rock 2 (2010)
- Cadet Kelly (2002)
- Les Sorciers de Waverly Place, le film (2009)
- Les Cheetah Girls : Un monde unique (2009)
- SOS Daddy (2009)
- Camp Rock (2008)
- High School Musical 2 (2007)
- Jump in! (2007)
- Les Sœurs Callum (2007)
- Wendy Wu (2006)
- Les Cheetah Girls 2 (2006)
- High School Musical (2006)
- Le Journal de Jaimie (2006)
- Des amours de sœurcières (2005)
- Cheetah Girls (2003)
- Raiponce Moi J'ai un rêve (2017)
- Kim Possible : La Clé du temps (2003)
- Kim Possible, le film : Mission Cupidon (2005)
- Cool attitude, le film (2005)
- La Momie d'Halloween
- Vie de chien, vie de château
- Brink, champion de roller
- Les Sorcières d'Halloween
- Zenon, la fille du XXIe siècle
- Embrouilles dans la galaxie
- Le Garçon qui venait de la mer
- La Maison du futur
- Johnny Tsunami
- Savant en herbe
- Ne regarde pas sous ton lit
- Le Ranch du bonheur
- Graine de héros
- La Couleur de l'amitié
- Un match au sommet
- Les Filles de l'océan
- Miracle sur la deuxième ligne
- Ma sœur est une extraterrestre
- La Confiance des chevaux
- Les Quintuplés
- Mon clone et moi
- Chasseurs de vampire
- Le Fantôme du cinéma
- Le Plus Beau Cadeau de Noël
- Zenon et les Aliens
- Motocross
- Le Lutin
- Un chien envahissant
- Les Aventures de Jett Jackson
- Jennie
- Vacances mouvementées
- Le Point zéro
- Les Sorcières d'Halloween 2
- Nuit magique
- Double Équipe
- Bienvenue chez Trudy
- Opération Walker
- Cadence
- Vacances inoubliables
- La Patrouille fantôme
- Face ou Pile
- La Voie tracée
- Drôles de vacances
- Une équipe de chefs
- À nous de jouer
- Star idéale
- Le Triomphe de Jace
- Zenon et la Déesse de la Lune
- La Naissance d'une nouvelle star
- Un père pas comme les autres
- Les Sorcières d'Halloween 3
- Le Manoir de la magie
- La Terre sacrée des bisons
- Figure libre
- Calvin et Tyco
- Les Sorcières d'Halloween 4
- Johnny Kapahala
- Des amours de sœurcières 2
- Minutemen : Les Justiciers du temps
- Un costume pour deux
- Princess Protection Program : Mission Rosalinda
- Starstruck : Rencontre avec une star
- Harriet l'espionne : La Guerre des blogs
- 16 vœux
- Bienvenue chez les scouts
- Skylar Lewis : Chasseuse de monstres
- Ma pire journée
- Babysitting Night
- Le Swap

### Séries
- Trop Drôle !
- Mickey Mouse
- Toy Story Toons
- Cars Toon
- Trop Fée !
- Mickey Mouse
- Donald Duck
- Dingo
- Pluto
- Raiponce, la série

### Courts-métrages
- Le Parapluie bleu
- Le Mariage de Raiponce
- Les Origines de Stitch
- Clochette et le Tournoi des Fées
- Super Rhino
- Un Conte de Ferme : Les Trois Petits Cochons
- La Reine des neiges : Une fête givrée
- La Reine des neiges : Magie Des aurores boréale
- La Reine des neiges : Joyeuses fêtes givrées
- Joyeux Noël, Mickey et Donald !
- Toy Story : Angoisse au motel
- Toy Story : Hors du temps

### Périodes thématiques
- 15 mai 2015 : soirée "À la recherche de Jack Sparrow" avec Pirates des Caraïbes : La Fontaine de Jouvence suivi de Pirates des Caraïbes : La Malédiction du Black Pearl
- Juin 2015 : mois "Les spécialistes Disney / Pixar" avec Toy Story, Toy Story 2, Monstres et Cie, Les Indestructibles, Là-Haut, Cars 2, Rebelle, et 8 courts-métrages[2].
- Octobre 2015 : tous les samedis à 20 h 45, "Le mois Princesses" avec La Reine des neiges, Rebelle, La belle au Bois Dormant, La Belle et la Bête, La Princesse et la Grenouille.
- Automne 2017 : thématique Star Wars, avec la diffusion de l'intégralité de la saga.
- Novembre et Décembre : diffusion de films sur le thème de Noël, dont les films d'animation Mickey : Il était une fois Noël et Mickey : Il était deux fois Noël, la trilogie La Belle et La Bête, Chien de Noël, Les Chiots Noël, Les Copains de Noël et des neiges, etc.
- Certains week-ends étaient consacrés à des personnages spécifiques, comme les chiens, les duos et les couples, par exemple.

## Slogans
- « La chaîne du grand cinéma pour toute la famille. »

## Diffusion

### France
La chaîne est distribuée exclusivement par Canal+ dans l'offre Ciné-Séries.
Disney Cinema n'est plus distribuée sur Numericable depuis le 31 décembre 2015.

### Suisse
Disney Cinema était disponible dans les offres Premium de UPC, Net+TV et Naxoo, ainsi que sur Teleclub Premium (sur Sunrise et Swisscom TV). La chaîne y a été arrêté le 1er avril 2020.

### Outre-mer
Disney Cinema dispose d'un service de rattrapage proposant quelques films.